# Mesostenus modestus
Mesostenus modestus är en stekelart som beskrevs av Charles Thomas Brues 1906. Mesostenus modestus ingår i släktet Mesostenus och familjen brokparasitsteklar. Inga underarter finns listade i Catalogue of Life.